# Stenogrammitis nutata
Stenogrammitis nutata är en stensöteväxtart som först beskrevs av Jenm., och fick sitt nu gällande namn av Paulo Henrique Labiak. Stenogrammitis nutata ingår i släktet Stenogrammitis och familjen Polypodiaceae. Inga underarter finns listade.